# Square Dance
Square Dance és una pel·lícula estatunidenca dirigida per Daniel Petrie, estrenada l'any 1987. Ha estat doblada al català.

## Argument
Gemma Dillard és una adolescent de 13 anys que viu al camp amb el seu avi. Juanelle, la mare de Gemma, li proposa d'anar a viure amb ella a la ciutat perquè, ara casada, pot subvenir a les seves necessitats. Gemma accepta i esdevé propera a Rory Torrance, un jove de 21 anys retardat mentalement, el seu únic amic en aquest nou entorn. Les relacions entre la seva mare i ella no triguen a degradar-se.

## Repartiment
- Winona Ryder: Gemma Dillard
- Jason Robards: avi Dillard
- Jane Alexander: Juanelle
- Rob Lowe: Rory Torrance
- Deborah Richter: Gwen
- Guich Koock: Frank
- Elbert Lewis: Beecham
- Charlotte Stanton: Aggie
- J. David Moeller: Dub Mosley
- Dixie Taylor: Dolores
- Irma P. Hall: Dixon

## Rebuda
La pel·lícula només va tenir una sortida limitada als Estats Units, i va informar 225.358 $.
Recull un 31% de crítiques favorables, amb una nota mitjana de 4,9/10 sobre la base de 13 crítics, en el lloc Rotten Tomatoes.
Rob Lowe va ser nominat al Globus d'Or al millor actor secundari.